# Mânăstirea, Călărași
Mânăstirea (în trecut, și Cornățelu) este satul de reședință al comunei cu același nume din județul Călărași, Muntenia, România.
Bulgarii s-au stabilit în sat în perioada 1769 - 1774. În perioada 1910 - 1920, în sat locuiau 360 de bulgari din regiunea Silistra. În 1972, în sat erau 300 de familii de bulgari și români. Limba bulgară mai este vorbită doar de către cei mai în vârstă.